# Rewi Alley
Rewi Alley, född 2 december 1897 i Spingfield, död 27 december 1987 i Peking, var en nyzeeländsk författare inom poesi och prosa samt socialreformator i Kina med kooperativ inriktning.

## Biografi
Alleys mor Clara Maria var kvinnosaksförkämpe och deltog aktivt arbetet för kvinnlig rösträtt som infördes i Nya Zeeland 1893. Fadern Frederick var fritänkare och skrev pamfletter om utbildning och sociala problem i Nya Zeeland.
Alley deltog som volontär i nyzeeländska armén i Frankrike under första världskriget, blev skadad vid två tillfällen och dekorerad för tapperhet i strid. Efter kriget återvände han till Nya Zeeland och inspirerades av den republikanska rörelsen i Kina. Han flyttade därför 1926 till Shanghai och blev vad som idag skulle kallas biståndsvolontär i samarbete med framför allt Joseph Bailey, amerikansk missionär. Det var korruptionen, befolkningens nöd och elände; särskilt barnens utsatthet, som engagerade Alley. I samband med denna verksamhet kom han i kontakt med Edgar Snow och hans fru Peg, som båda var övertygade kommunister.
Vid japanernas anfall av Shanghai 1937 bistod Alley bland annat i samverkan med Sun Yatsens änka Madam Soong Ching Ling, som ledde en internationell kommitté i Hong Kong för att överföra biståndsresurser vid etablerandet av kooperativa industrier, jordbruk och skolor i icke ockuperade kinesiska områden. I arbetet samarbetade han med både kommunistsidan och Kuomintang. Målet för Alley var befrielsen av Kina från japanerna och inte politiskt.
Under 1942 började Alley grunda skolor med teknisk inriktning för kinesiska landsbygdsungdomar, kallade Bailey Schools.
Alley blev medlem i kommunistpartiet och steg snabbt i anseende inom hierarkin och särskilt vänskapen med premiärminister Zhou Enlai och beskyddet från denne blev betydelsefullt för honom under kulturrevolutionen. Zhou uppmuntrade Alley att under denna tid hålla en låg profil men ägna sig åt författarskap, vilket kom att bli hans huvudsakliga verksamhet under resten av livet.
Under kalla kriget betraktades Alley i Nya Zeeland som förrädare och exempelvis bevakades han av säkerhetspolisen vid sina tre besök i hemlandet 1964, 1971 och 1973.
I och med att diplomatiska relationerna mellan Folkrepubliken Kina tinade upp efter 1972 blev nyzeeländska regeringen uppmärksam på Alleys goda anseende och kontakter i Kina varför man såg till att låta dignitärer och industrimän besöka honom, resa minnesmärken på platser som hade någon anknytning till honom så som födelseorten och skolan i Christchurch. Drottningen erbjöd att dubba honom till Knight, vilket han avböjde, men han accepterade medlemskap i Queen´s Service Order (QSO). Alley är antagligen den ende medlem i kinesiska kommunistpartiet som blivit erbjuden att bli dubbad.